# Noturus baileyi
 Noturus baileyi és una espècie de peix de la família dels ictalúrids i de l'ordre dels siluriformes.

## Morfologia
Els mascles poden assolir els 7,3 cm de llargària total.

## Distribució geogràfica
Es troba a Nord-amèrica: Tennessee (Estats Units).